# Berango (métro de Bilbao)
Berango est une station de la ligne 1 du métro de Bilbao. Elle est située dans le quartier Astrabudua, sur le territoire de la commune de Berango, dans le Grand Bilbao, province de Biscaye de la communauté autonome du Pays Basque, en Espagne.

## Situation sur le réseau
Établie en surface, la station Berango de la ligne 1 du métro de Bilbao est située entre la station Larrabasterra, en direction du terminus nord Plentzia, et la station Ibarbengoa, en direction du terminus sud-est Etxebarri. Elle se trouve dans la zone tarifaire 2.

Plan du métro.

## Histoire
La station Berango est ouverte aux voyageurs le 11 novembre 1995 lors de la première section de la ligne 1 du métro.

## Services aux voyageurs

### Accès et accueil
Elle dispose de deux entrées, avenue Gorrondatxe et rue Sabino Arana.

### Desserte
Berango est desservie par des rames de la ligne 1 du métro de Bilbao.